# مداس
المَداس هو جزمة أو حذاء ثقيل يصل طوله للكاحل.